# Чашкаял (Куженерский район)
 Чашкаял  — деревня в Куженерском районе Республики Марий Эл. Входит в состав Токтайбелякского сельского поселения.

## География
Находится в северо-восточной части республики Марий Эл на расстоянии приблизительно 7 км на север-северо-восток от районного центра посёлка Куженер.

## История
Возникла в конце XVII — начале XVIII века. В 1874 году деревня состояла из 48 домов, в ней проживало 307 человек. В 1925 году деревня состояла из 59 хозяйств, в 1933 году в ней проживало 362 человека. В начале 1950-х годов отмечено 72 двора с 295 жителями. В 2005 года в деревне было 64 хозяйства. В советское время работали колхозы «Марий вий», «Чашкер» и «Коммунизм».

## Население
Население составляло 180 человек (мари 99 %) в 2002 году, 145 в 2010.